# Lễ hội làm chay
Lễ hội làm chay – hay Lễ hội làm trai là một lễ hội tập tục địa phương hàng năm của nhân dân thị trấn Tầm Vu (Châu Thành, Long An) tổ chức lễ hội làm chay vào thời điểm trung tuần tháng Giêng âm lịch (diễn ra từ 14-16/1 âm lịch). Từ làm chay xuất phát từ chữ đọc trại của từ làm trai đàn do người miền Nam phát âm sai chữ tr và ch mà ra.

## Mô tả

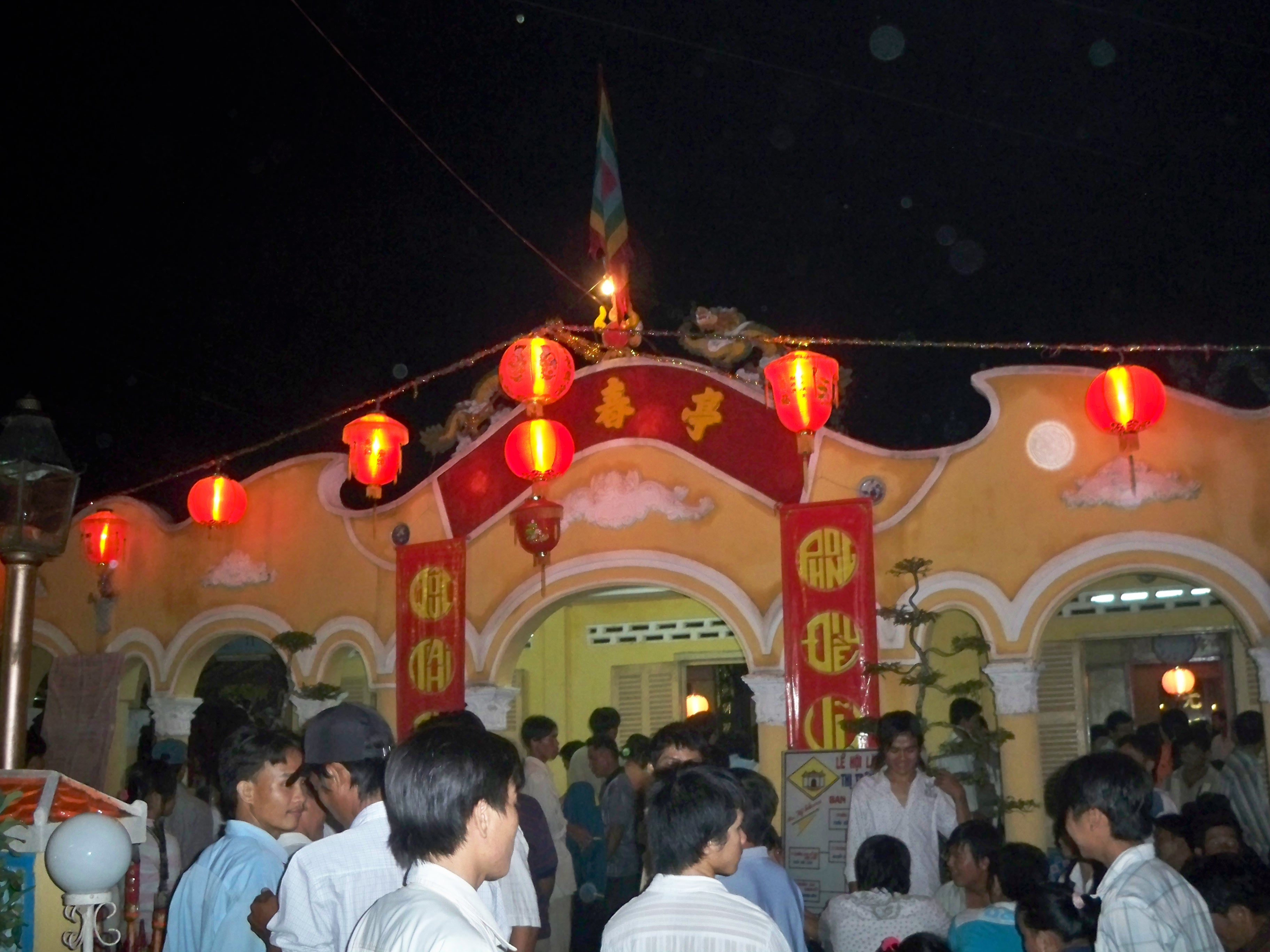
Đình Tân Xuân hành lễ trong tối 16/1/2009

## Vài thông tin thú vị

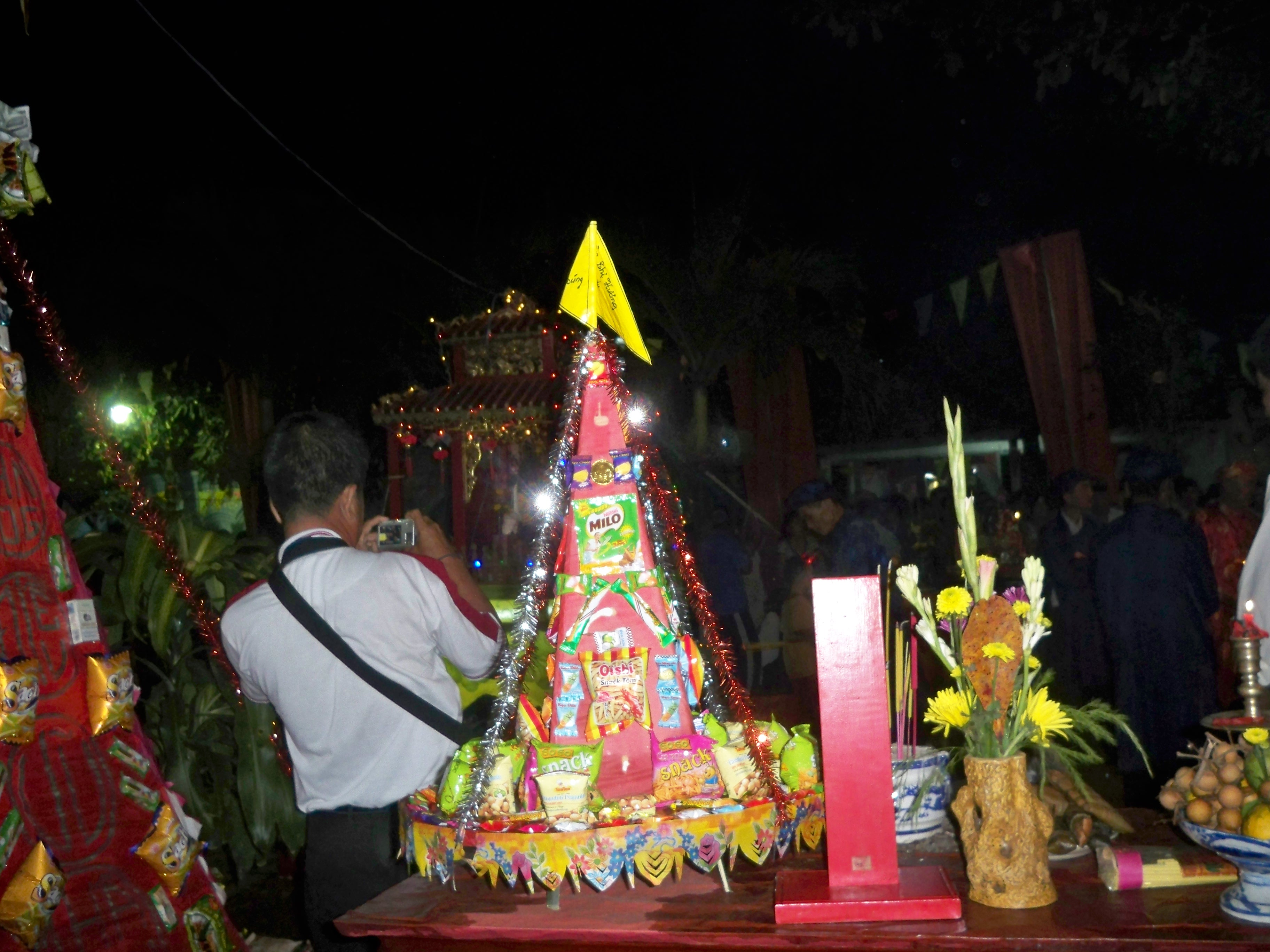
Mâm quả của lễ hội